# Brigitte Häberli-Koller
Brigitte Häberli-Koller (Wetzikon, 23 augustus 1958) is een Zwitserse politica voor de Christendemocratische Volkspartij (CVP/PDC) uit het kanton Thurgau. Zij zetelt sinds 2011 in de Kantonsraad.

## Biografie

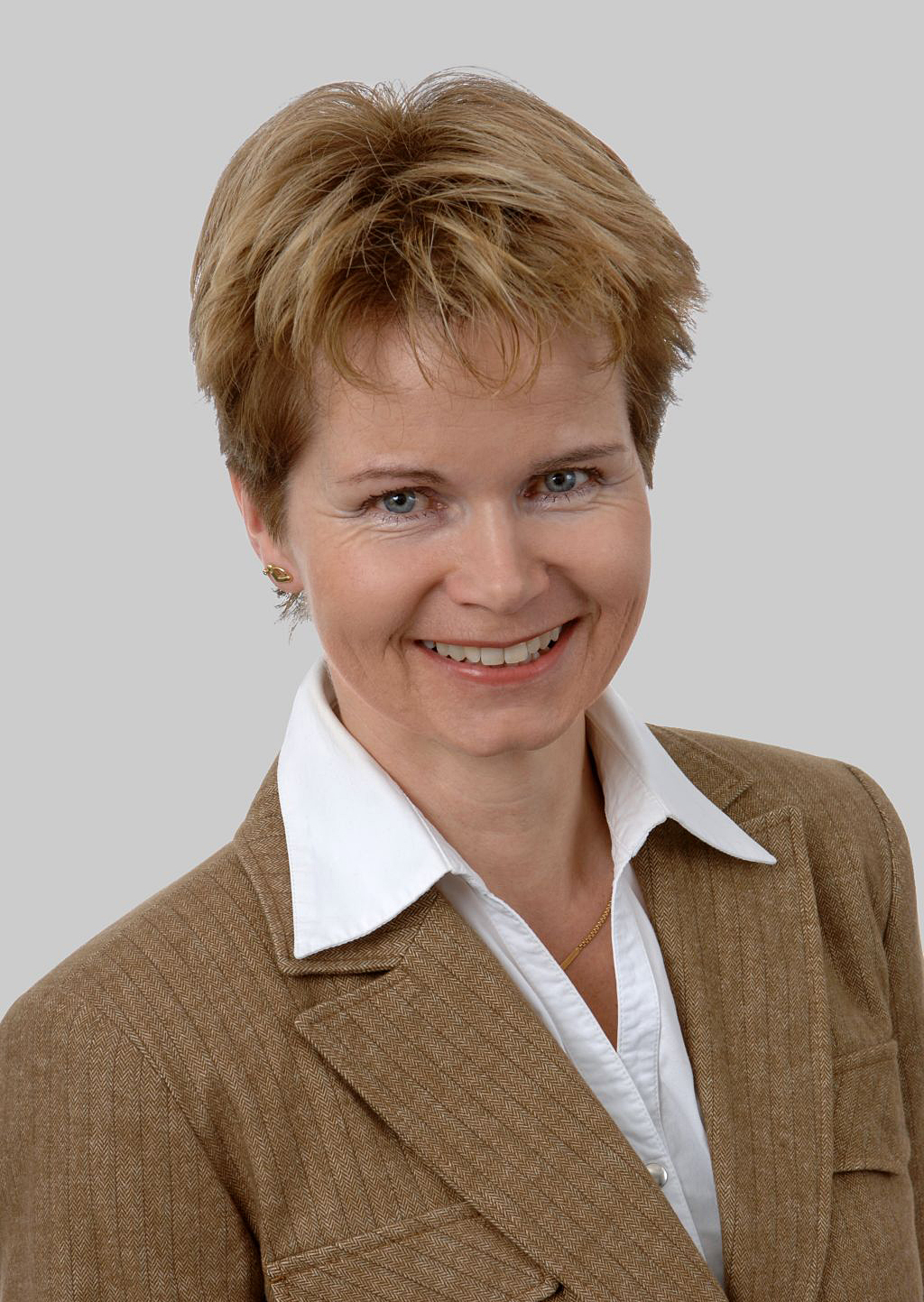
Brigitte Häberli-Koller in 2007.

### Afkomst
Brigitte Häberli-Koller is afkomstig van Münchenbuchsee en woont in Bichelsee.

### Kantonnale politiek
Van juni 1996 tot november 2003 zetelde ze in de Grote Raad van Thurgau. Ze was voorzitster van de kantonnale afdeling van haar partij van juni 2001 tot 2006.

### Federale politiek
Bij de parlementsverkiezingen van 2003 werd ze verkozen in de Nationale Raad. Haar verkiezing was zeer nipt: ze behaalde slechts zestien stemmen meer dan haar concurrent. In 2007 werd ze herverkozen.
Bij de parlementsverkiezingen van 2011 maakte ze de overstap naar de Kantonsraad tien ze op 13 november 2011 in de tweede ronde in deze kamer werd verkozen als opvolgster van haar partijgenoot Philipp Stähelin. Ze werd herverkozen als Kantonsraadslid in 2015 en in 2019.
Sinds oktober 2004 maakt ze deel uit van het federaal partijbestuur van de CVP/PDC. Van 2005 tot 2011 was ze ondervoorzitster van de CVP/PDC-fractie in de Bondsvergadering. Van 28 november 2022 tot 4 december 2023 was ze voorzitster van de Kantonsraad.